# Pateguhan
Pateguhan is een bestuurslaag in het regentschap Pasuruan van de provincie Oost-Java, Indonesië. Pateguhan telt 2034 inwoners (volkstelling 2010).